# Toodyay Road
Die Toodyay Road ist eine Fernstraße im Südwesten des australischen Bundesstaates Western Australia. Sie verbindet den Great Northern Highway in Middle Swan, einem nordöstlichen Vorort von Perth, mit der Northam Toodyay Road in Toodyay am Avon River.

## Verlauf
Beim Krankenhaus im Middle Swan zweigt die durchgehend zweispurige Straße vom Great Northern Highway (R1) nach Nordosten ab. Sie kreuzt den Roe Highway (N95 / S3) und.steigt bei Red Hill in die Darling Scarp auf. Sie führt durch die Ortschaften Gidgegannup, Bailup und Ringa, erreicht wenig später die Northam Toodyay Road (S120) in Toodyay und endet.
Die Bindi Bindi Toodyay Road (S50 / S120) quert den Avon River und verbindet Toodyay mit dem nördlich am Great Northern Highway (N95) gelegenen Bindi Bindi.